# Siebel Flugzeugwerke
Siebel Flugzeugwerke — ныне не существующая немецкая авиастроительная компания.

## История
Основана в 1934 году в Галле как филиал бёблингенской Leichtflugzeugbau Klemm, Klemm-Flugzeugwerke Halle. В декабре 1937 года была выкуплена Фридрихом Зибелем, название сменилось на Siebel Flugzeugwerke KG.
Кроме производства нескольких моделей транспортных и учебных самолётов собственной разработки, из которых наиболее известными были Fh/Si 204 и Si 202, компания также занималась лицензионным производством различных типов военных летательных аппаратов; в частности, на её заводах строились разведчик Heinkel He 46, учебный Focke-Wulf Fw 44, бомбардировщики Dornier Do 17 M/P и Junkers Ju 88. С 1944 года конструкторское бюро работало над проектом сверхзвукового DFS 346 с ракетным двигателем.
В годы войны на предприятии использовался принудительный труд граждан Польши, Чехословакии, Франции, Нидерландов, СССР и других стран, заключённых в так называемом «внешнем лагере» Биркхан-Мётцлих, филиале лагеря Бухенвальд. 7 июля и 16 августа 1944 года, а также 30 марта 1945 года завод подвергся авианалёту ВВС США.
Город Галле был первоначально занят американскими войсками, но с июля 1945 года оказался в советской зоне оккупации.

## Послевоенный период
В октябре 1946 года, в рамках операции «Осоавиахим», завод был демонтирован, его оборудование и большая часть персонала вместе с семьями, были перевезены в подмосковную Дубну. Там, в так называемом ОКБ-2, под руководством инженера Хайнца Рёссинга, продолжаются работы над DFS 346. Осенью 1950 года немецкие специалисты начинают возвращаться в Германию.
Примерно в это же время Фридрих Зибель вместе со своим компаньоном основали в 1948 году в Мюнхене новую авиастроительную компанию — Siebel Flugzeugwerke ATG (SIAT) («позаимствовавшую» часть названия у национализированной Allgemeine Transportanlagen-Gesellschaft). Её головная контора в 1956 году была перенесена в Донаувёрт, а двумя годами позже произошло объединение с Waggon- und Maschinenbau GmbH Donauwörth (WMD) в фирму WMD-Siebelwerke ATG (WMD/SIAT).
В 1968 году после выкупа контрольного пакета акций компанией Messerschmitt-Bölkow-Blohm (MBB), WMD была поглощена ей.

## Завод в Галле
Здания завода Siebel-Flugzeugwerke в Галле, построенные по проекту архитекторов Луиса Вельценбахера, Карла Хааса и Вернера Буха после демонтажа оборудования были взорваны и окончательно снесены в 1947 году.
Сохранилось бывшее административное здание компании, расположенное по адресу Дессауэр-штрассе 70, после войны было основательно перестроено (добавился второй этаж и мансарда), но сохранилось, и в настоящее время используется Государственной администрацией земли Саксонии-Ангальт.
Ещё одно напоминание о некогда существовавшем заводе — остановочный павильон трамвая маршрута № 1 (на снимке).

## Продукция фирмы
Siebel
- Siebel Fh 104 Hallore, транспортный;
- Siebel Si 201, прототип разведчика СУВП
- Siebel Si 202 «Hummel» учебный, 1938;
- Siebel Si 204, транспортный и учебный;
- DFS 346, опытный самолёт с ракетным двигателем
- Siebelfahre — БДБ типа «Зибель»

Лицензионный выпуск
- Heinkel He 46
- Focke-Wulf Fw 44 Stieglitz
- Dornier Do 17
- Junkers Ju 88

SIAT
- SIAT 222
- SIAT 223 Flamingo